# Eygaliers
Eygaliers é uma comuna francesa na região administrativa de Auvérnia-Ródano-Alpes, no departamento de Drôme. Estende-se por uma área de 8,00 km². Em 2010 a comuna tinha 111 habitantes (densidade: 13,9 hab./km²).